# Seznam tchajwanských raketových člunů

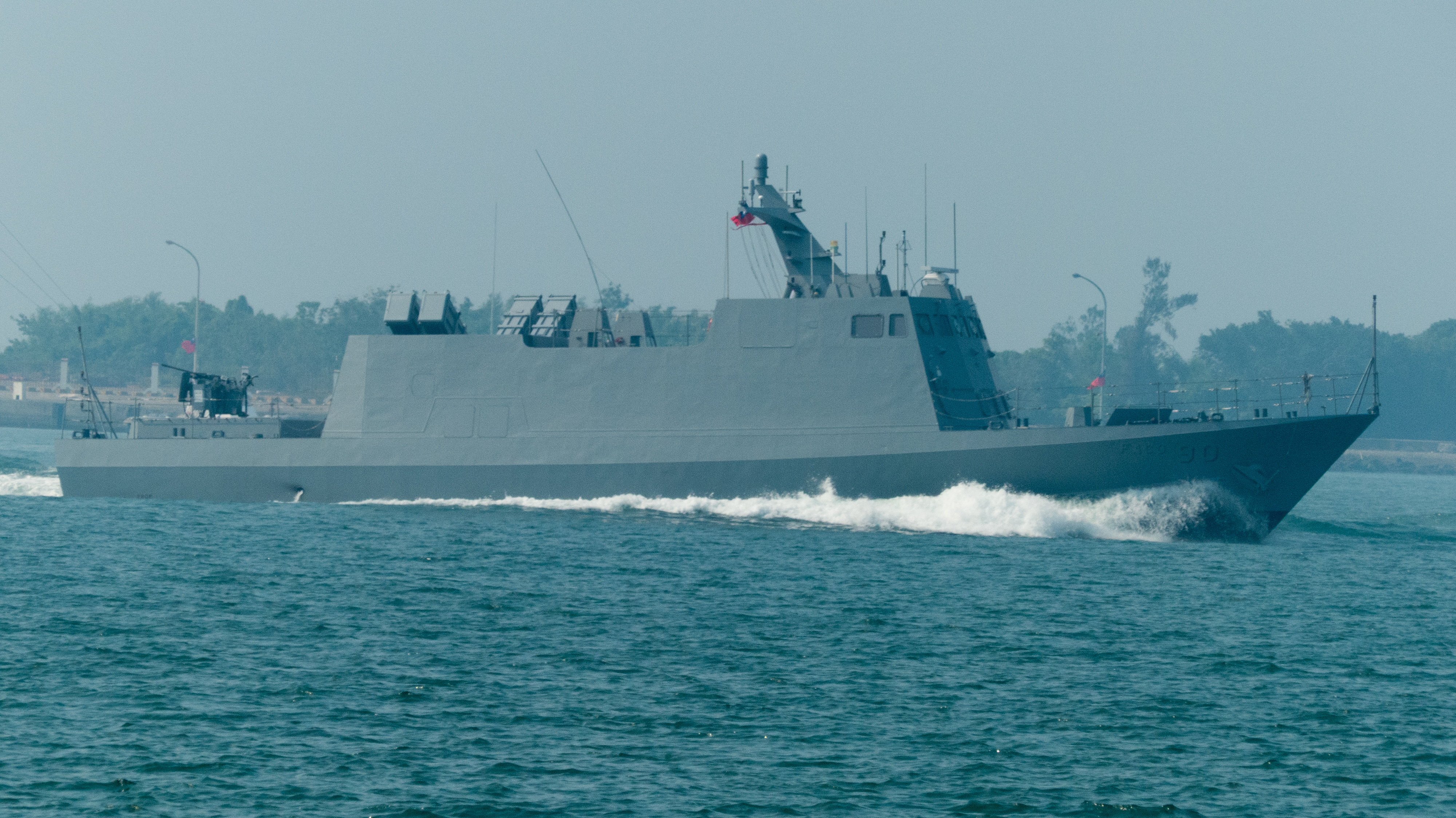
FACG-90

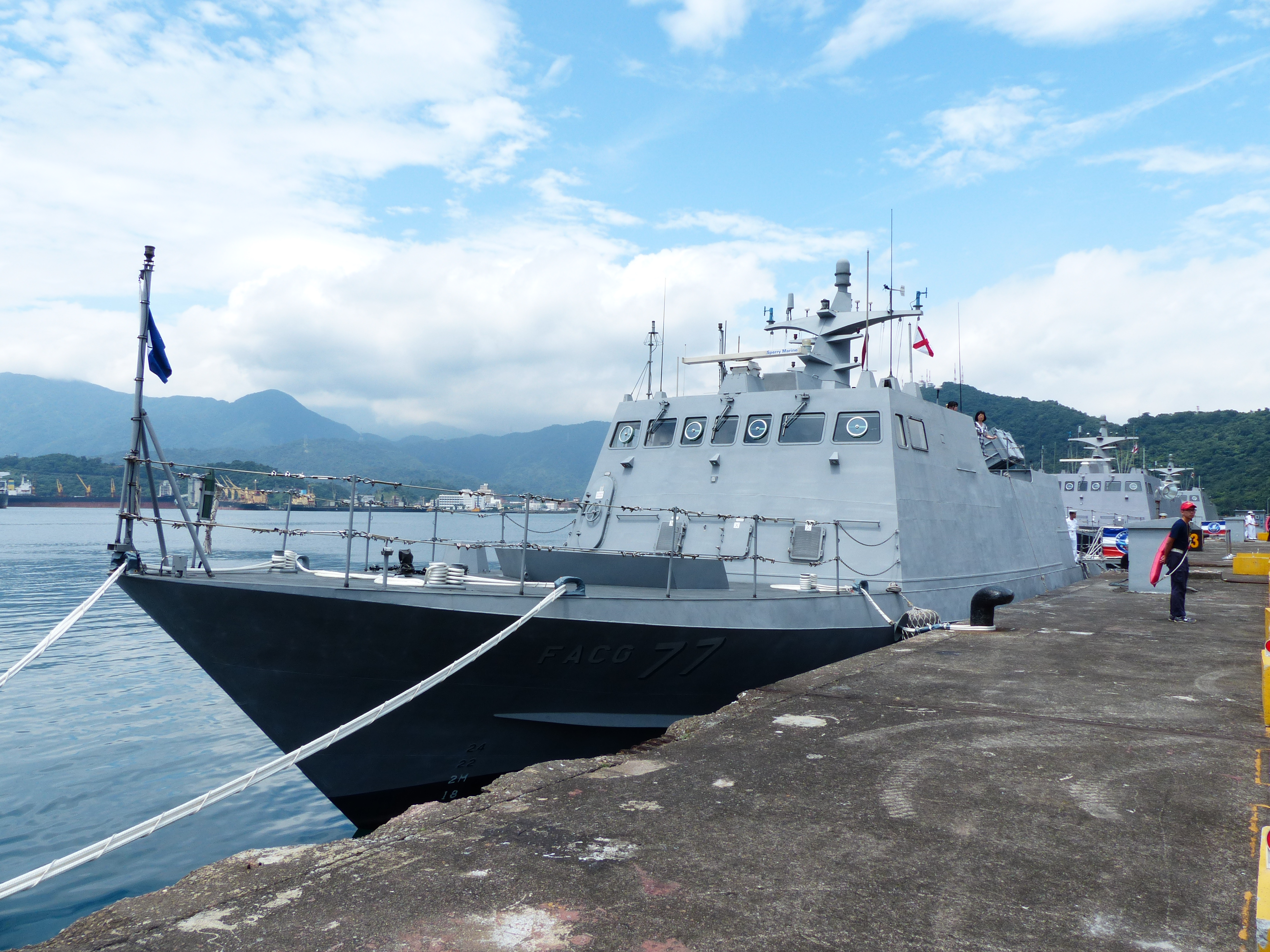
FACG-77

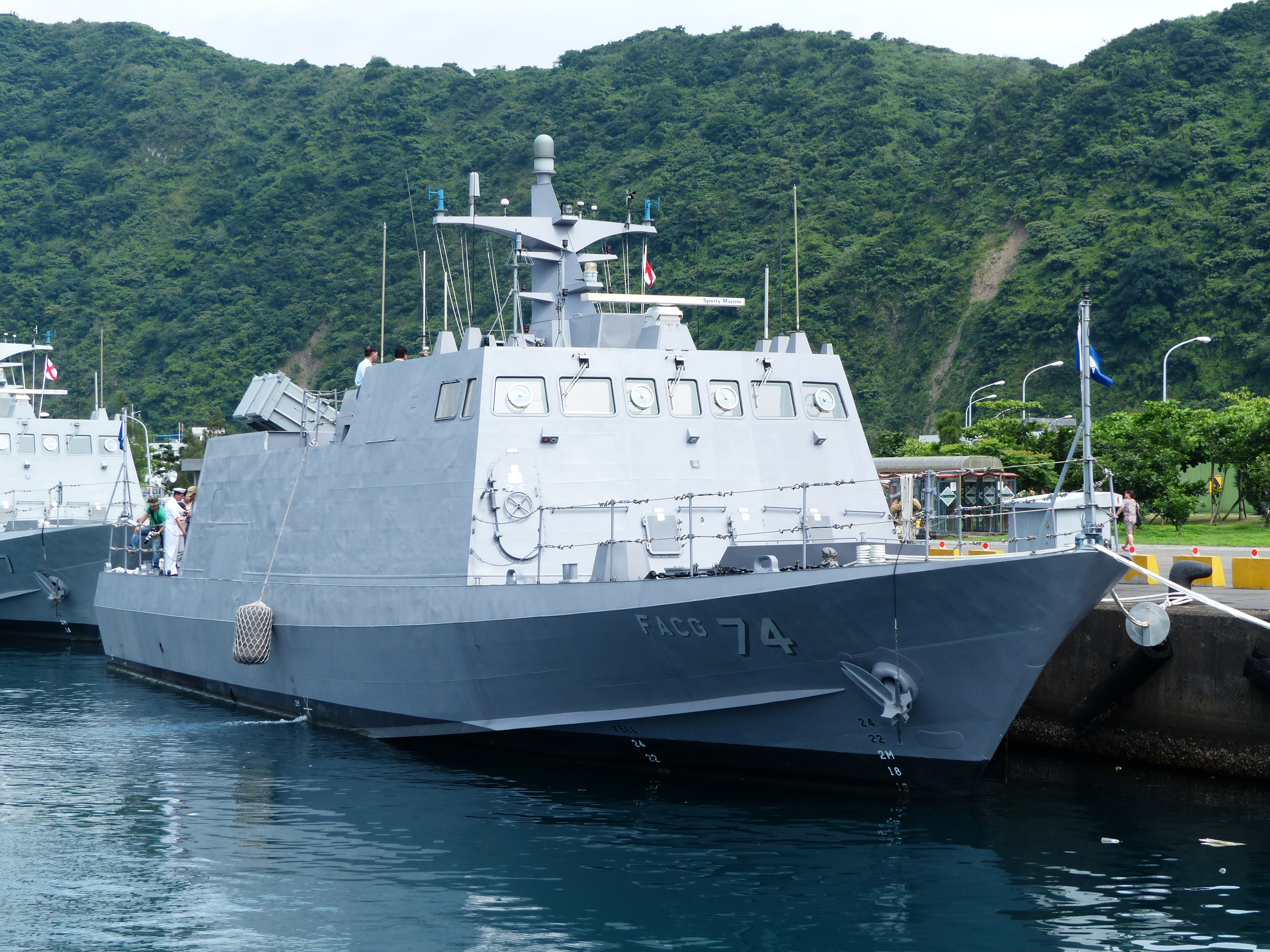
FACG-74

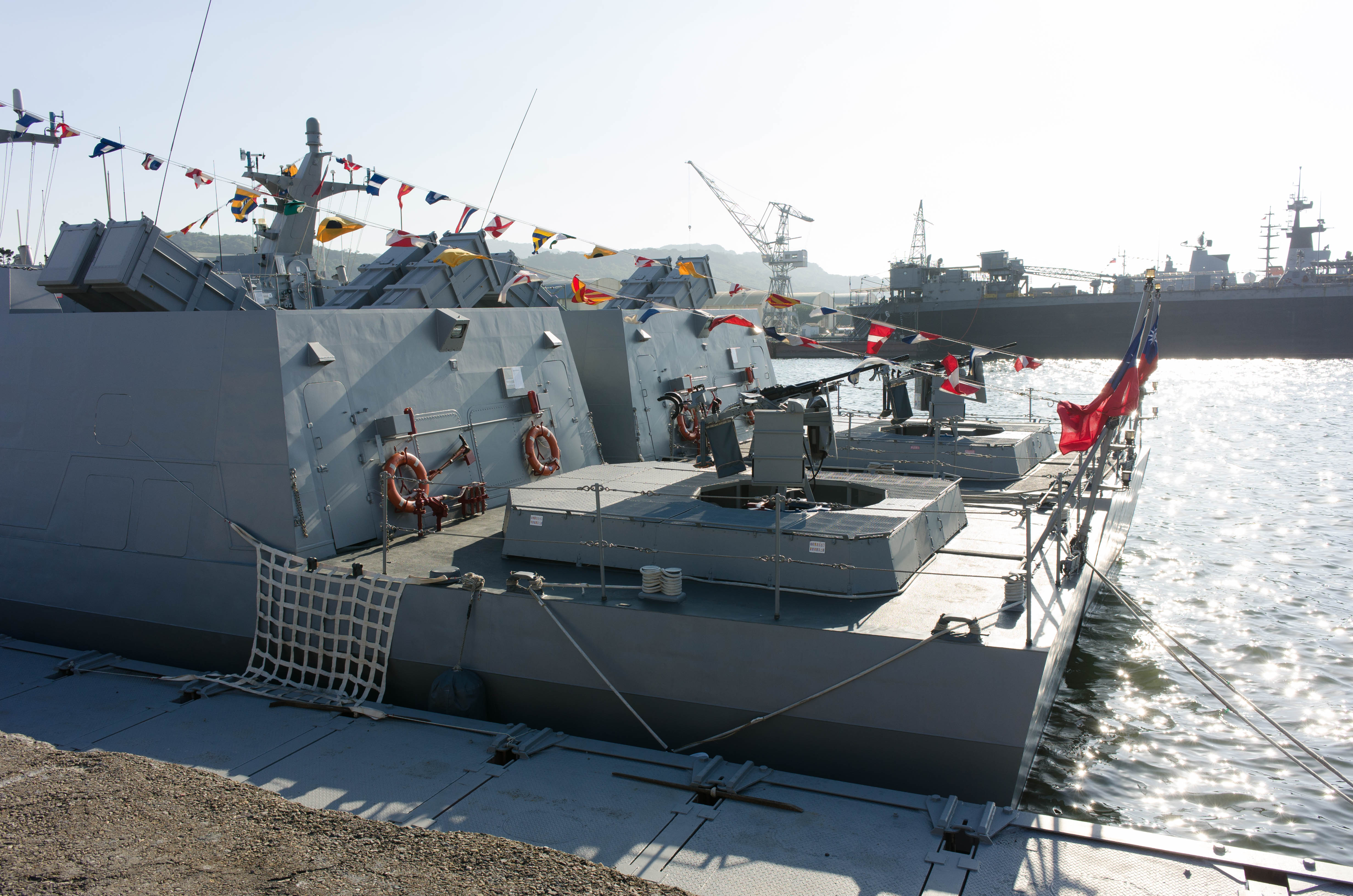
FACG-65 a FACG-69

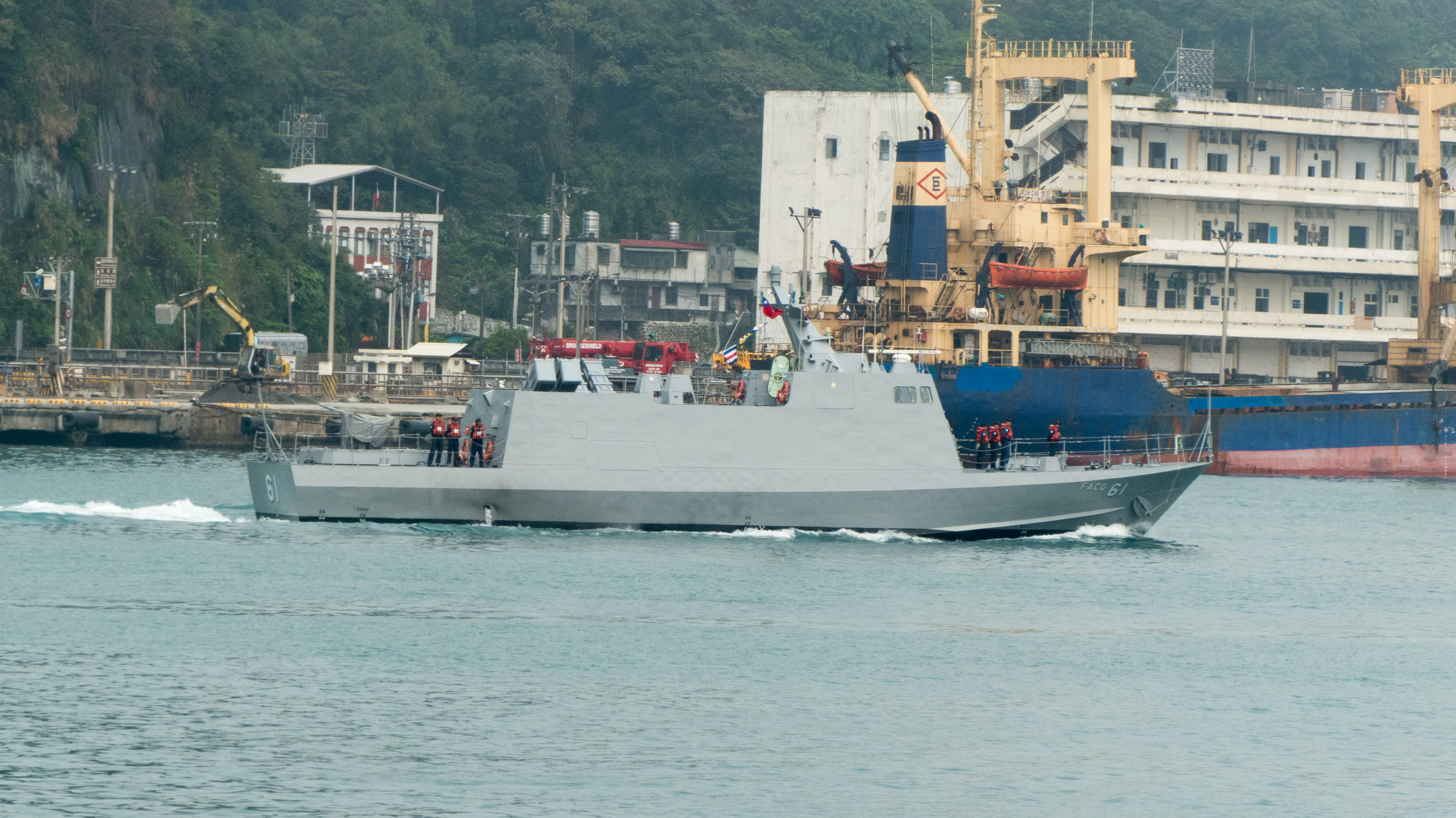
FACG-61

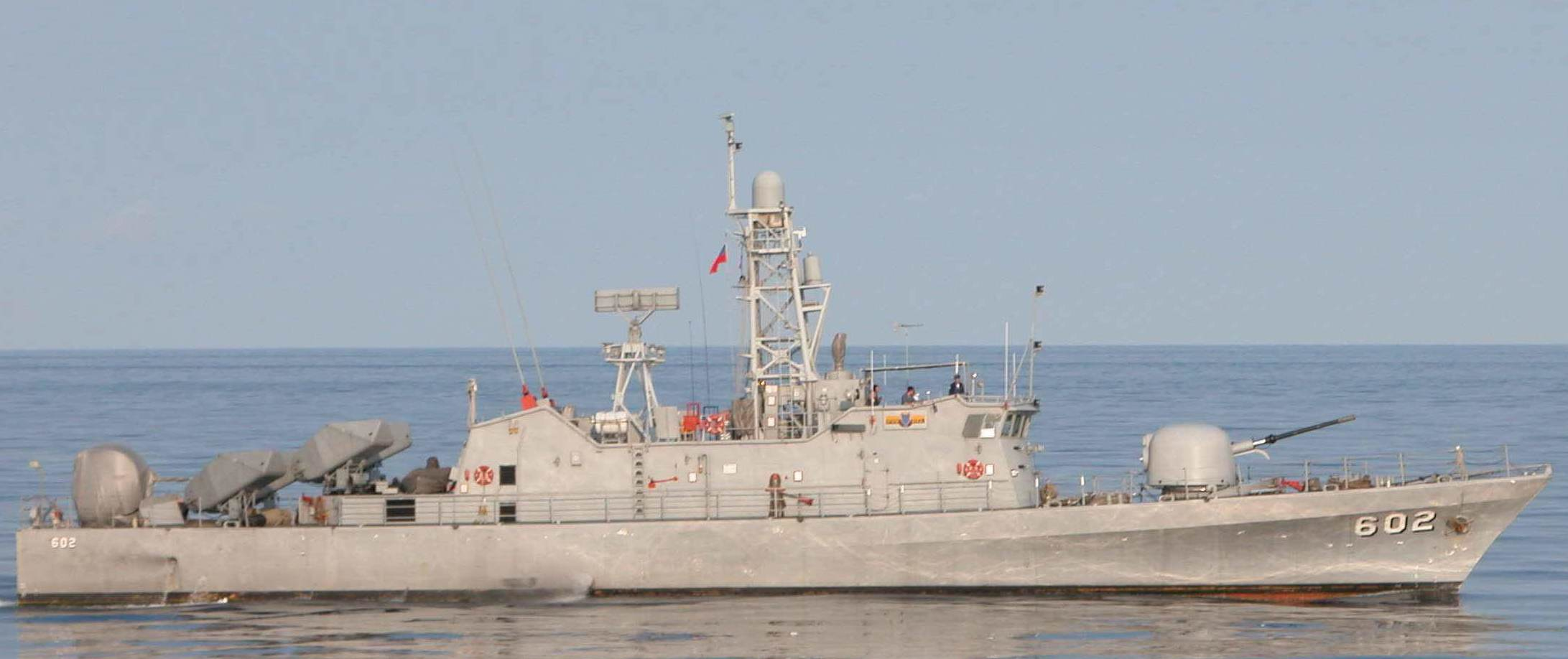
Suej-ťiang (PG-602)

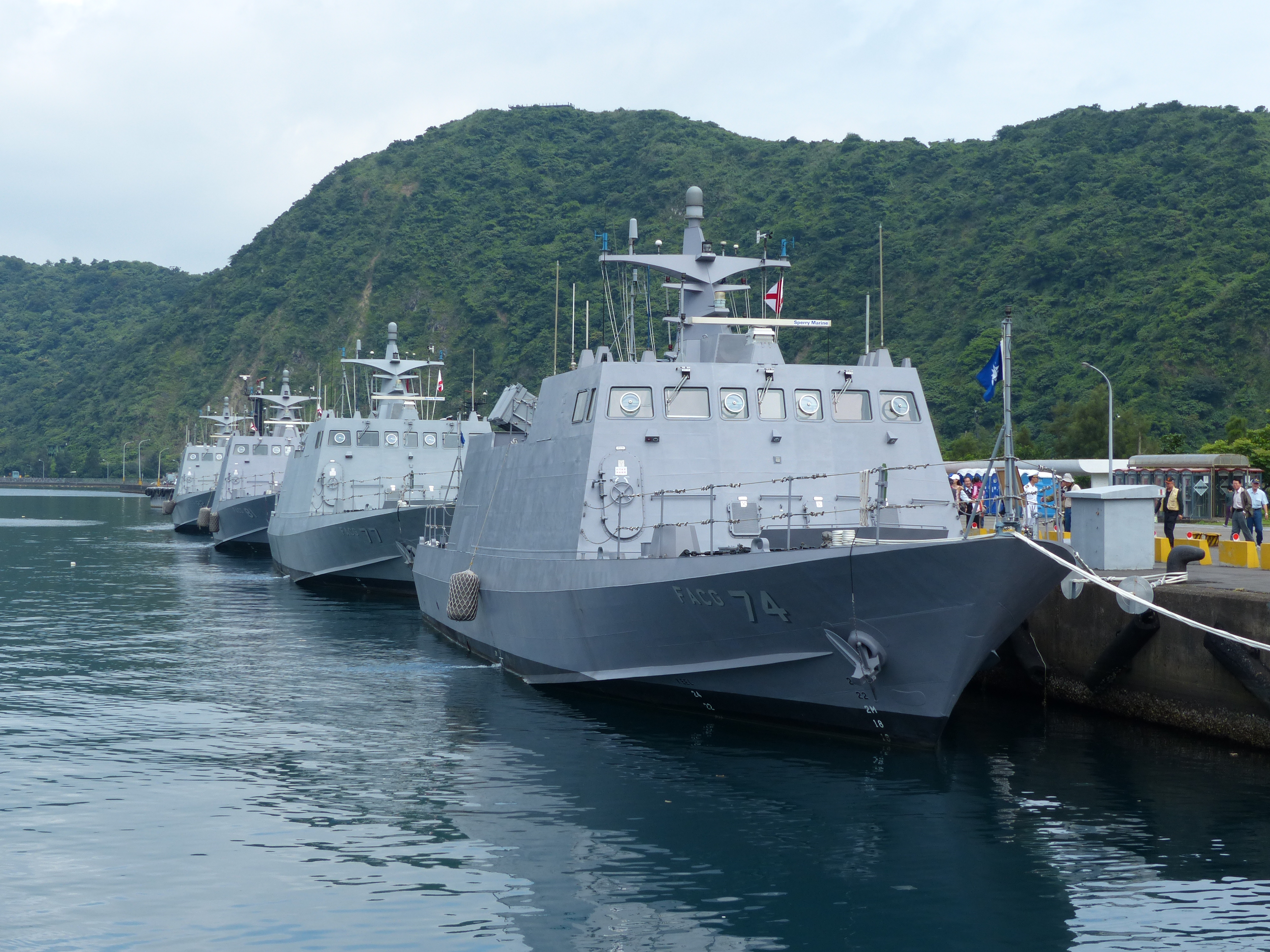
Čluny třídy Kuang-chua VI

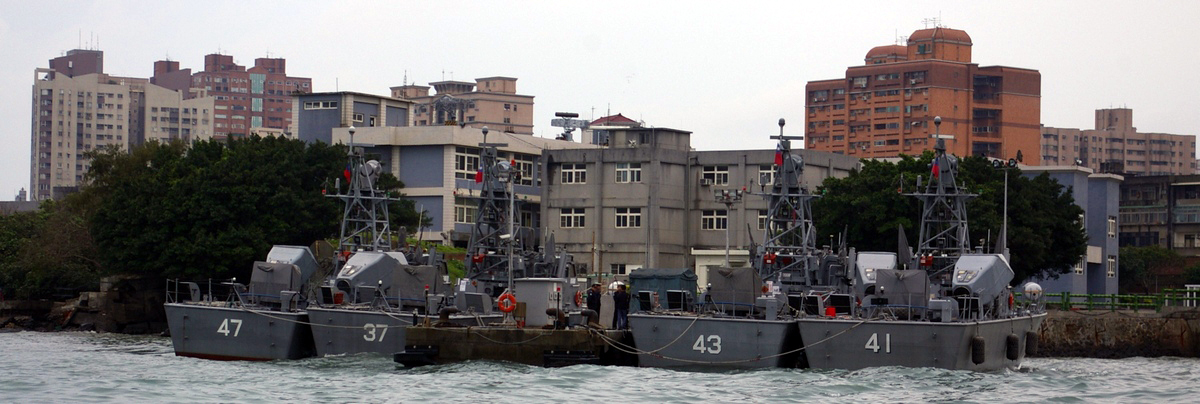
Čluny třídy Chaj-ou

Seznam tchajwanských raketových člunů zahrnuje všechny raketové čluny, které sloužily nebo slouží u Námořnictva Čínské republiky.

## Seznam člunů

### TřídaLung-ťiang
- Lung-ťiang (PG-601) - vyřazena
- Suej-ťiang (PG-602) - vyřazena

### TřídaChaj-ou
- FAB-1 - vyřazena
- FAB-2 - vyřazena
- FAB-3 - vyřazena
- FAB-4 - vyřazena
- FAB-5 - vyřazena
- FAB-6 - vyřazena
- FAB-7 - vyřazena
- FAB-8 - vyřazena
- FAB-9 - vyřazena
- FAB-10 - vyřazena
- FAB-11 - vyřazena
- FAB-12 - vyřazena
- FAB-13 - vyřazena
- FAB-14 - vyřazena
- FAB-15 - vyřazena
- FAB-16 - vyřazena
- FAB-17 - vyřazena
- FAB-18 - vyřazena
- FAB-19 - vyřazena
- FAB-20 - vyřazena
- FAB-21 - vyřazena
- FAB-22 - vyřazena
- FAB-23 - vyřazena
- FAB-24 - vyřazena
- FAB-25 - vyřazena
- FAB-26 - vyřazena
- FAB-27 - vyřazena
- FAB-28 - vyřazena
- FAB-29 - vyřazena
- FAB-30 - vyřazena
- FAB-31 - vyřazena
- FAB-32 - vyřazena
- FAB-33 - vyřazena
- FAB-34 - vyřazena
- FAB-35 - vyřazena
- FAB-36 - vyřazena
- FAB-37 - vyřazena
- FAB-38 - vyřazena
- FAB-39 - vyřazena
- FAB-40 - vyřazena
- FAB-41 - vyřazena
- FAB-42 - vyřazena
- FAB-43 - vyřazena
- FAB-44 - vyřazena
- FAB-45 - vyřazena
- FAB-46 - vyřazena
- FAB-47 - vyřazena
- FAB-48 - vyřazena
- FAB-49 - vyřazena
- FAB-50 - vyřazena

### TřídaŤin-ťiang
- Ťin-ťiang (PGG-603) - vyřazena
- Tan-ťiang (PGG-605) - vyřazena
- Sin-ťiang (PGG-606) - vyřazena
- Feng-ťiang (PGG-607) - vyřazena
- Ceng-ťiang (PGG-608) - vyřazena
- Kao-ťiang (PGG-609) - aktivní
- Kao-ťiang (PGG-610) - aktivní
- Siang-ťiang (PGG-611) - aktivní
- C’-ťiang (PGG-612) - aktivní
- Pcho-ťiang (PGG-614) - aktivní
- Čchang-ťiang (PGG-615) - aktivní
- Ču-ťiang (PGG-617) - aktivní

### TřídaKuang-chua VI
- FAGC-60 - aktivní
- FAGC-61 - aktivní
- FAGC-62 - aktivní
- FAGC-63 - aktivní
- FAGC-64 - aktivní
- FAGC-65 - aktivní
- FAGC-66 - aktivní
- FAGC-67 - aktivní
- FAGC-68 - aktivní
- FAGC-69 - aktivní
- FAGC-70 - aktivní
- FAGC-71 - aktivní
- FAGC-72 - aktivní
- FAGC-73 - aktivní
- FAGC-74 - aktivní
- FAGC-75 - aktivní
- FAGC-76 - aktivní
- FAGC-77 - aktivní
- FAGC-78 - aktivní
- FAGC-79 - aktivní
- FAGC-80 - aktivní
- FAGC-81 - aktivní
- FAGC-82 - aktivní
- FAGC-83 - aktivní
- FAGC-84 - aktivní
- FAGC-85 - aktivní
- FAGC-86 - aktivní
- FAGC-87 - aktivní
- FAGC-88 - aktivní
- FAGC-89 - aktivní
- FAGC-90 - aktivní
- FAGC-91 - aktivní
- FAGC-92 - aktivní
- FAGC-93 - aktivní